# Комсомольский (Саратов)
Комсомольский посёлок в Саратове расположен в Городском округе Саратова Саратовской области. Расстояние до районного центра составляет 11 километров, а до областного центра — 11 километров. Расстояние до Москвы составляет 745 километров. В посёлке есть одноимённая остановка общественного транспорта.
В Комсомольском посёлке можно найти множество достопримечательностей и интересных мест. Например, здесь находится памятник воинам-землякам, погибшим в годы Великой Отечественной войны. Также в посёлке есть церковь, которая была построена в 1990 году.
Посёлок занимает территорию площадью 1,5 км², население составляет около 10 тысяч человек. Здесь расположены жилые дома, школа, детский сад, магазины, поликлиника и другие объекты социальной инфраструктуры.
В Комсомольском посёлке много зелени, есть парк культуры и отдыха, где жители проводят свободное время. В посёлке также находится музей боевой славы, который рассказывает о героических подвигах саратовцев в годы Великой Отечественной войны.